# Они умерли на своих постах
«Они умерли на своих постах» (англ. They Died with Their Boots On) — вестерн, биографический фильм 1941 года с Эрролом Флинном в главной роли. Буквальный перевод названия фильма — «Они умерли в сапогах» — в значении: они исполняли свой долг до самого конца.

## Сюжет
Мало быть человеком слова и чести, прославившимся на всю страну. Чтобы доказать свою правоту, необходимо умереть.
Он стал худшим из худших выпускников военной академии Вест-Пойнт. Но началась Гражданская война, и он тоже был произведён в офицеры. По стечению обстоятельств, он сделал стремительную карьеру в войсках Федерации и стал генералом, командующим кавалерийской бригадой. И начал одерживать победы.
Он вернулся с войны героем и женился на девушке, о которой мечтал. Но гражданская жизнь не для таких, как он. Добившись назначения в регулярную армию, в кавалерийский полк, нёсший службу на землях индейцев сиу, он добился в нём невероятной дисциплины. Ведя переговоры с индейцами, заключил с ними соглашение, нарушение которого могло привести к кровавой войне. И недоброжелатели добились того, чтобы эта война состоялась.
Теперь ему, герою прошлого, прославленному офицеру Джорджу Армстронгу Кастеру необходимо сделать всё возможное и невозможное, чтобы о нём осталась только добрая слава.

## В ролях
- Эррол Флинн — Джордж Армстронг Кастер
- Оливия де Хэвилленд — Элизабет Бейкон
- Артур Кеннеди — Нед Шарп
- Чарли Грэйпвин — Калифорния Джо
- Джин Локхарт — Сэмюель Бейкон
- Энтони Куинн — Бешеный Конь
- Стэнли Риджес — майор Ромулус Тэйп
- Джон Лител — генерал Фил Шеридан
- Уолтер Хэмпден — Уильям Шарп
- Сидни Гринстрит — генерал Уинфилд Скотт
- Реджис Туми — Фитцхью Ли
- Джордж Хантли мл. — дворецкий «Её Величества»
- Фрэнк Уилкокс — капитан Уэбб
- Джо Сойер — сержант Дулиттл

В титрах не указаны
- Джозеф Крехан — президент Улисс С. Грант
- Айлин Прингл — миссис Шарп
- Дик Уэссел — старший сержант Браун
- Ирвинг Бейкон — торговец формой
- Джеймс Сиэй — лейтенант Уолш
- Фрэнсис Форд — ветеран
- Вирджиния Сейл — медсестра

## Съёмочная группа
- Режиссёр: Рауль Уолш
- Авторы сценария: Уолли Клайн, Энис МакКензи
- Композитор: Макс Штейнер
- Оператор: Берт Гленнон
- Координатор трюков: Якима Канутт